# Ctenogobius boleosoma
Ctenogobius boleosoma és una espècie de peix de la família dels gòbids i de l'ordre dels perciformes.

## Morfologia
- Els mascles poden assolir 7,5 cm de longitud total.[3][4]

## Depredadors
Al Brasil és depredat per Eleotris pisonis i Dormitator maculatus.

## Hàbitat
És un peix de clima tropical i associat als esculls de corall.

## Distribució geogràfica
Es troba a l'Atlàntic occidental: des de Carolina del Nord (els Estats Units), les Bahames i el nord del Golf de Mèxic fins a Rio de Janeiro (el Brasil).

## Observacions
És inofensiu per als humans.